# Nawodzice (przystanek kolejowy)
Nawodzice – dawny przystanek osobowy kolejki wąskotorowej w Nawodzicach, w gminie Klimontów, w powiecie sandomierskim, w województwie świętokrzyskim.